# Tunica-Biloxi
La tribu índia Tunica-Biloxi, abans coneguda com a tribu índia Tunica-Biloxi de Louisiana, és una tribu reconeguda federalment dels tunica i biloxis, situada al centre-est de Louisiana. També hi ha registrats en la tribu descendents dels ofos (parlants siouan), avoyel (un natchez), i choctaws (muskogi).
Actualment la majoria parla anglès o francès. Molts viuen a la Reserva índia Tunica-Biloxi (31° 06′ 48″ N, 92° 03′ 13″ O / 31.11333°N,92.05361°O) al centre de la parròquia d'Avoyelles, just al sud de la ciutat de Marksville (Louisiana). La reserva té 1,682 km² (0,6495 milles quadrades), o 415,68 acres).
La tribu Tunica-Biloxi opera el primer casino basant-se en terra ferma de Louisiana, Paragon Casino Resort. Fou obert a Marksville en juny de 1994. Actualment és el major generador de treball a la parròquia d'Avoyelles. El cens del 2010 registra 951 persones identificades com a membres de la tribu tunica-biloxi.

## Història
Per la període mississipià mitjà, els pobles locals del Silvícola Tardà a la Vall Central de Mississipi havia desenvolupat o adoptat un estil de vida mississipià, amb agricultura de blat de moro, les estructures polítiques jerarquitzades, terrissa temperada amb petxines de musclos, i participació en el Complex Cerimonial del Sud-est (SECC). L'evidència arqueològica suggereix que la vall fou la llar de diversos cacicats rivals, amb el suport d'estats vassalls. Els grups de la zona han estat definit pels arqueòlegs com les fases arqueològiques; aquestes són les fases Menard, Tipton, Belle Meade-Walls, Parkin i Nodena.
La primavera de 1541 Hernando de Soto i el seu exèrcit es va acostar a la riba est del riu Mississipi, sobre la província de Quizquiz. Aquests parlaven un dialecte tunica, que és una llengua aïllada. En aquest moment aquests grups relacionats cobrien una àrea extensa al llarg d'ambdues bandes del riu Mississipi i en l'actual Mississipi i Arkansas, com l'expedició aviat aprendria.
| « | A un costat de la ciutat era l'habitatge del curaca (cap). Era situat en un monticle alt que ara serveix com a fortalesa. Només mitjançant l'agrupació de dues escales hom podria ascendir a aquesta casa ...... El senyor de la província, que igual que la seva terra s'anomena Quizquiz, ara estava vell i malalt al llit; però en sentir el soroll i la confusió en el seu poble, s'aixecà i va sortir del seu dormitori. Llavors va contemplar el saqueig i la confiscació dels seus vassalls, va agafar una destral de guerra i va començar a baixar les escales amb més fúria, mentrestant jurava en veu alta i amb feresa matar qualsevol persona que entrés en la seva terra sense el seu permís ...... Però la memòria dels fets valerosos i els triomfs de la seva bel·licosa joventut, i el fet que dominava una província tan gran i tan bona com la seva, li va donar forces per pronunciar aquestes amenaces ferotges fins i tot terribles | » |

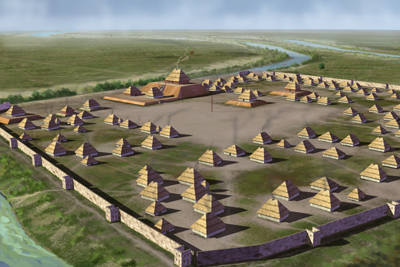
Parkin Site, circa 1539. Il·lustració de Herb Roe

Sobre la base de les avaluacions de les tres narracions supervivents de Soto per la topografia, la lingüística i els trets culturals, combinats amb les excavacions i anàlisis arqueològiques, la majoria dels arqueòlegs i etnohistoriadors han convingut a determinar les fases Menard, Walls, Belle Meade, Parkin i Nodena com les províncies de De Soto amb els noms d'Anilco, Quiquiz, Aquixo, Casqui i Pacaha, respectivement.
Això fou 150 anys abans que un altre grup europeu registrés els tunica. Quan es trobaren en 1699 amb l'expedició de LaSource (que venia riu avall del Canadà), els tunica havien estat reduïts a una tribu modesta que aplegava només uns pocs centenars de guerrers. Ells i altres pobles havien patit epidèmies de verola amb altes taxes de mortalitat. En el moment que arribaren els francesos la vall central del Mississipi estava escassament ocupada pels quapaws, que se'n va convertir en aliats importants i els ajudaren que prosperés el seu assentament. Els francesos van establir una missió entre els Tunica al voltant de 1700, al riu Yazoo. El pare Antoine Davion va ser assignat als tunica i a les tribus més petites dels koroa, el yazoo, i couspe (o houspe).
Els tunica eren comerciants qualificats i emprenedors, sobretot en la fabricació i distribució de sal, un element valuós per a nadius i europeus. La sal era extremadament significativa en el comerç entre els francesos i els diferents grups caddo al nord-oest de Louisiana i al sud-oest d'Arkansas. Hom creu que els tunica van ser els intermediaris en el moviment de la sal de les àrees caddo als francesos.
A principis del segle XVIII les tribus al llarg de la part baixa del riu Mississipi van ser objectiu d'incursions dels chickasaws per al comerç d'esclaus anglès al sud de Carolina. Pel 1706 els tunica van decidir mudar-se.
Com els seus enemics els natchez marxaren al sud immediat, es van traslladar a la confluència del Mississipi i el riu Red. Això els va permetre mantenir el control del comerç desal, ja que el riu Red era connectat a la seva font de sal a les zones caddo. Van establir un conjunt dispers de llogarets i pobles en l'actual Angola (Louisiana). Les restes arqueològiques d'un petit poble d'aquest període va ser redescobert el 1976 per l'any per un reclús de la presó d'Angola. Se'l coneix com a Bloodhound Site.
Durant la dècada de 1710 i 1720 periòdicament esclataren guerres entre els francesos i els natchez. L'últim aixecament en 1729, la massacre Natchez, fou la més gran; els natchez va matar a la majoria dels francesos a les ciutats de Natchez i Fort Rosalie. Quan els francesos es va venjar amb l'ajuda d'aliats indis, van matar o capturar a la majoria dels natchez.
En 1729 els caps de la ciutat van enviar emissaris als potencials aliats, incloent els yazoo, koroa illinois, chickasaws, i choctaws. La rebel·lió o guerra Natchez va augmentar a conflicte regional més gran, amb moltes repercussions. Els tunica inicialment eren reticents a lluitar en qualsevol de les parts.
En juny de 1730 el cap suprem dels tunica, Cahura-Joligo, va accedir que una petita part dels refugiats natchez s'assentessin prop del seu poble (l'actual Angola), procurant deixar-los desarmats. Uns dies més tard, el cap dels natchez va arribar a la ciutat tunica amb un centenar d'homes, i un nombre desconegut de dones i nens. Van ocultar chickasaws i koroa al canyar al voltant del llogaret. Cahura-Joligo va informar que no podia rebre'ls a menys que deixessin les armes. Ells van respondre que aquesta era la seva intenció, però preguntaren si se les podien quedar una estona. Ell va consentir i va distribuir menjar entre els seus convidats. A la nit es va celebrar una dansa. Després de la dansa, i quan els habitants de la ciutat s'havien anat a dormir, natchez, chickasaw i koroa atacaren llurs amfitrions. El cap va matar quatre natchez durant els combats, però va morir amb 12 dels seus guerrers. El seu cap de guerra Brides les Boeufs va repel·lir l'atac. Va reunir els guerrers i després de lluitar durant cinc dies i nits, va recuperar el control del llogaret. Vint tunica van resultar morts i molts més ferits en els combats. Van matar 33 dels guerrers natchez.
Després de l'atac a Angola, en 1731 els tunica es va moure a uns quilòmetres de distància de Trudeau. A través dels anys, han enterrat aixovar funerari amb grans quantitats de mercaderies de comerç europees, incloent perles, porcellana, mosquets, cassoles i altres articles, així com ceràmica de producció local en l'estil tribal tunica. Quan foren descoberts al segle XX aquests artefactes testimoniaven l'intens comerç amb els europeus, així com la riquesa dels tunica. Es van quedar en el lloc en la dècada de 1760, quan els francesos cediren el control a l'oest del Mississipi als espanyols després de la derrota de França davant dels britànics en la Guerra dels Set Anys.

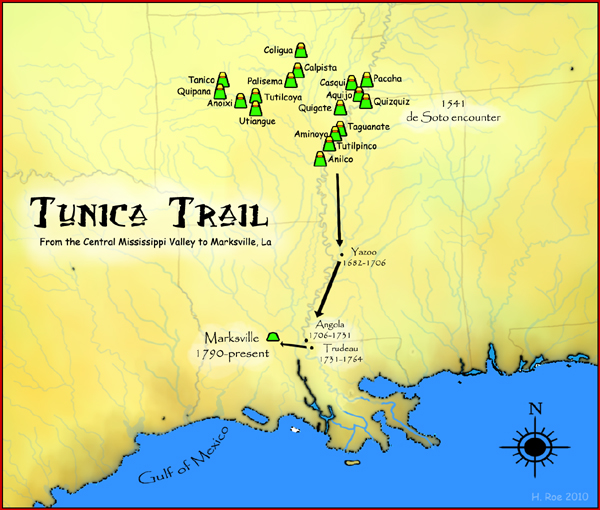
Camí Tunica de la vall central del Mississipi a Marksville, LA

En 1764 els tunica es traslladaren quinze milles al sud de Trudeau Landing als afores de l'assentament francès de Pointe Coupee (Louisiana). Altres tribus també s'assentaren a l'àrea, com els Offagoula, pascagoules i biloxis. Els últims tenien una estreta relació amb el poble tunica. Durant aquest temps, nombrosos colons angloamericans migraren a la zona. Els tunica s'havia aculturat als costums europeus, tot i que encara es tatuaven i practicaven alguns costums religiosos natius. Amb els britànics a càrrec de la Florida Occidental en aquest moment, i els espanyols controlant Louisiana, la política era volàtil a la zona. En 1779 Bernardo de Gálvez y Madrid dirigí una força que incloïa tunica i altres tribus per prendre la ciutat de Baton Rouge ocupada pels britànics. Aquesta va ser l'última campanya militar on es van registrar els tunica.
En algun moment a la fi dels anys 1780 o 1790, els tunica es va moure de nou, probablement a causa de la gran afluència d'angloamericans a la zona. Es van mudar a l'oest a un lloc al riu Red anomenat Avoyelles. En 1794 un comerciant jueu sefardita de Venècia, Marco Litche (registrat pels francesos com a Marc Eliche) va establir un lloc comercial a la zona. Al seu voltant es va desenvolupar un assentament euroamericà i fou conegut com a Marksville. Fou registrat als mapes de Louisiana en 1809.

## Després de l'adquisició pels Estats Units
Marksville tenia una bona ubicació per a un lloc comercial, ja que el riu Red seguia sent una important ruta de comerç. Però la zona va ser moneda de canvi en aquell temps. França readquirí la zona en 1800 però la va vendre a la incipient república dels Estats Units com a part de la Compra de Louisiana en 1803. Els angloamericans van emigrar a Louisiana en gran nombre, canviant la cultura del lloc. Al segle xix el ferrocarril superà els principals rius com a vies de comerç i transport, i l'àrea de Marksville va convertir-se en un lloc tranquil.
L'única menció del govern dels Estats Units als tunica en el període 1803-1938 es va fer en 1806 per un comissionat indi de Louisiana. Va assenyalar que els tunica només comptaven amb uns 25 homes, vivien a la parròquia Avoyelles, i que es guanyaven la vida per la contractació eventual com a barquers. Tot i que els tunica eren pròspers en aquest moment, amb el temps van tenir problemes amb els problemes amb els seus veïns blancs. Els blancs van imposar el sistema social binari basat en l'esclavitud com a casta racial, reconeixent només negres i blancs (en el qual els classificaven com a persones de color). A la fi del segle xix els imposaren la segregació racial i els negres lliberts i d'altres minories de color. Els tunica es van convertir en agricultors de subsistència, complementada amb caça i pesca. Altres van recórrer a parceria en la terra dels seus veïns blancs.
A mesura que començava el segle XX els tunica van parlar de la seva antiga herència. Se les havien arreglat per mantenir la possessió de la majoria de les seves terres, alguns encara parlaven la llengua tunica, i encara seguien practicaven cerimònies tribals tradicionals.

## Del segle XX al present
A poc a poc els descendents de les restes de les altres tribus locals (els ofo, avoyel, choctaw i biloxi) es van fusionar en els tunica. Han conservat gran part de la seva identitat ètnica, el manteniment del seu govern tribal i la direcció fins a mitjans de la dècada de 1970.
La moderna tribu Tunica-Biloxi fou organitzada pel govern federal en 1981. Vivien a Mississipi i al centre est de Louisiana. La tribu moderna és composta de tunica, biloxis (un poble de parla sioux de la costa del Golf), ofos (un altres poble sioux), avoyel (un poble natchez), i choctaws del Mississipi. Molts viuen a la Reserva Índia Tunica-Biloxi al centre de la parròquia d'Avoyelles, just al sud de la vila de Marksville. Una part de la ciutat s'estén per terres de la reserva.
La reserva té una superfície d'1,682 km² (0,6495 milles quadrades, o 415,68 acres). Actualment, operen el primer casino amb base en terra de Louisiana, Paragon Casino Resort, obert a Marksville el juny de 1994. El casino és conegut per les contribucions als seus membres.
Actualment consta d'un consell tribal govern tribal i un president tribal elegits. Mantenen la seva pròpia força de policia, serveis de salut, departament d'educació, autoritat d'habitatge i sistema judicial. El president tribal des de 1978 és Earl J. Barbry, Sr.

### El tresor tunica
En la dècada de 1960 un caçador de tresors anomenat Leonard Charrier va iniciar la recerca d'artefactes al jaciment Trudeau Landing a la parròquia de West Feliciana, Louisiana. Els tunica, que sentien que els havien robat relíquies tribals i profanat la tomba dels seus avantpassats, es van indignar. A la dècada de 1970 el lloc fou excavat pels arqueòlegs, descobrint grans quantitats de ceràmica, articles de comerç d'Europa i altres artefactes dipositats com a aixovar funerari pels tunica quan van ocupar el lloc entre 1731 i 1764. Van presentar una demanda, amb l'ajuda de l'Estat de Louisiana, per la propietat dels artefactes, que serà conegut posteriorment com a "tresor Tunica". Passaria una dècada en els tribunals, però la sentència es va convertir en una decisió històrica en la història dels amerindis, i ajudà a establir les bases per una nova legislació federal, la Native American Graves Protection and Repatriation Act aprovada el 1990.
Com que els artefactes havien estat separats dels enterraments originals, la tribues va decidir construir un museu per albergar els artefactes. Membres de la tribu van ser capacitats com conservadors per tal de reparar el dany fet als artefactes pels segles d'enterrament i la manipulació durant la batalla judicial de deu anys. El museu fou construït en la forma d'antic temple monticle del seu poble, amb l'estructura de terra per prendre l'espai simbòlic de l'original sepultura sota terra. Va ser obert el 1991 com a The Tunica-Biloxi Regional Indian Center and Museum. A causa dels problemes estructurals va ser tancat el 1999 amb la planificació d'una nova instal·lació més gran en curs. Avui el Tresor Col·lecció Tunica està situat al Tunica-Biloxi Cultural and Educational Resources Center, una instal·lació de l'estat que inclou una biblioteca, centre de conservació, centre d'educació a distància, instal·lacions per a conferències, oficines tribals, i el museu a la reserva tribal a Marksville. El vuitanta per cent dels artefactes del tresor tunica han estat restaurats.

### Reconeixement federal
Els esforços formals per a ser reconeguts pel govern federal en la dècada de 1940 els van començar el cap Eli Barbry, Horace Pierite, Clarence Jackson i Sam Barbry quan va viatjar a Washington, DC. El reconeixement federal permetria a la tribu beneficiar-se dels programes socials en el marc de la Llei de Reorganització Índia del 1934. Una successió de caps, inclòs el cap Horace Pierite Sr, treballarien en la tasca. Amb el tresor tunica acreditant la seva identitat tribal antiga, la tribu va ser capaç d'obtenir el reconeixement estatal i després el reconeixement federal. Foren reconeguts pel govern dels Estats Units el 1981 com a Indis Tunica Biloxi de Louisiana, despés van prendre el nom de Tribu Índia Tunica-Biloxi.

## Llengües tunica i biloxi

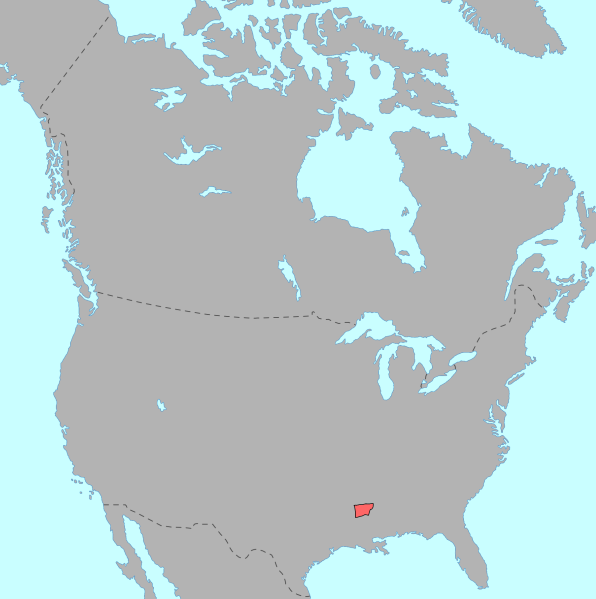
llengua tunica

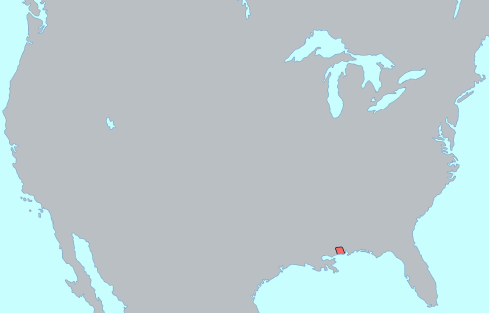
llengua biloxi

El tunica (o tonica, o també Yuron) és una llengua aïllada. La tribu tunica vivia històricament prop dels ofos i avoyel, però per comunicar-se entre ells tots tres usaven el mobilian jargon o el francès.
Quan va morir el darrer parlant natiu conegut de tunica, Sesostrie Youchigant, la llengua es va extingir. La lingüista Mary Rosamund Haas va treballar amb Youchigant per descriure el que recordava de la llengua. Va publicar-ne la descripció a A Grammar of the Tunica Language en 1941, seguida de Tunica Texts en 1950, i Tunica Dictionary en 1953.
La llengua biloxi pertany a les llengües siouan i s'havia parlat antigament per aquesta tribu a Louisiana i el sud-est de Texas. Els biloxis foren observats per primera vegada en els registres europeus quan vivien al llarg de la badia de Biloxi a mitjans del segle xvii, però per la meitat del segle xviii havien emigrat a Louisiana per evitar la invasió europea. Alguns foren descrits a Texas a principis del segle xix. A començaments del segle xix el seu nombre havia disminuït. En 1934 la seva última parlant nadiua, Emma Jackson, tenia més de 80 anys. Morris Swadesh i Mary Haas la van descobrir en una enquesta lingüística de setembre de 1934 i confirmà el seu estatut com a parlant de la llengua. Amb la seva mort la llengua es va extingir.
Els actuals tunica-biloxi parlen anglès, mentre que alguns ancians encara parlen francès com a llengua materna.

## Notables Tunica-Biloxi
- Earl Barbry, polític i líder amerindi
- Cap Volsin Chiki, unificador de les tribus tunica i biloxi.
- William Ely Johnson, també Etienne Chiki (Tunica), treballà en l'anàlisi de les llengües tunica i Biloxi
- Allen Barbre, tackle de futbol americà offensive tackle que juga als Green Bay Packers[26]
- Cap Joseph Alcide Pierite, darrer cap tradicional de la tribu Tunica-Biloxi.
- Cap Sesostrie Youchigant, antic cap de la tribu Tunica-Biloxi i darrer parlant nadiu tunica.
- Cap Melancon, cap històric dels tunica.